# أنطوني جونسون
أنطوني جونسون (بالإنجليزية: Anthony Johnson)‏ (و. 1938 – م) هو عالم اقتصاد، ودبلوماسي، من جامايكا.

## التعليم
تعلم في جامعة كاليفورنيا، لوس أنجلوس.